# 圣阿尼昂德塞尼耶尔
圣阿尼昂-德塞尼耶尔（法語：Saint-Agnan-de-Cernières，法語發音：[sɛ̃.t‿aɲɑ̃ də sɛʁnjɛʁ]）是法国厄尔省的一个市镇，属于贝尔奈区。

## 地理
圣阿尼昂-德塞尼耶尔（48°57'12"N, 0°31'0"E）面积7.42 平方千米，位于法国诺曼底大区厄尔省，该省份为法国北部内陆省份，北起滨海塞纳省，西接奧恩省和卡爾瓦多斯省，南至厄尔-卢瓦省，东临瓦兹省、瓦兹河谷省和伊夫林省。
与圣阿尼昂-德塞尼耶尔接壤的市镇（或旧市镇、城区）包括：蒙特勒伊拉尔日耶、圣皮埃尔德塞尼耶尔、乌什地区梅尼勒。
圣阿尼昂-德塞尼耶尔的时区为UTC+01:00、UTC+02:00（夏令时）。

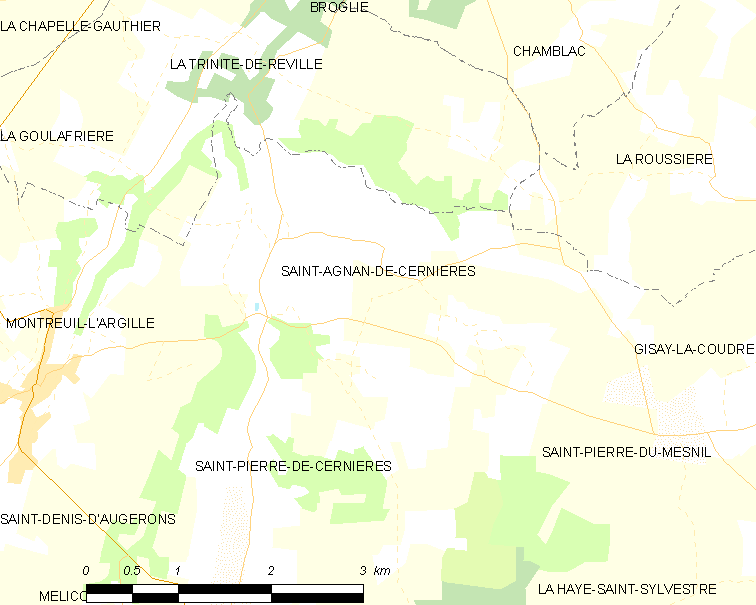
圣阿尼昂-德塞尼耶尔的OSM定位图

## 行政
圣阿尼昂-德塞尼耶尔的邮政编码为27390，INSEE市镇编码为27505。

## 政治
圣阿尼昂-德塞尼耶尔所属的省级选区为布勒特伊县。

## 人口

1962-2008年间圣阿尼昂-德塞尼耶尔人口变化图示

圣阿尼昂-德塞尼耶尔于2022年1月1日时的人口数量为154人。